# Jan Celliers
Jan François Elias Celliers, född 12 januari 1865 och död 1 juni 1940, var en afrikaansspråkig poet i Sydafrika.
Celliers var lektor i kapholländska vid universitetet i Stellenbosch, och var den främste representanter för den boerska nationella rörelsen. Bland Celliers skrifter märks Die Vlakte en andere gedigte (1909), Die Revier (1909), idyllen Martje (1911), samt dramat Liefde en plig (1908).